# Rafael Tamarit Pitarch
Rafael Tamarit Pitarch (Valencia, 1939) es un arquitecto español, de los principales arquitectos valencianos del siglo xx. 

## Biografía
Discípulo de Alejandro de la Sota Martínez y Julio Cano Lasso, fue uno de los impulsores de la Escuela de Arquitectura de Valencia donde ejerció como subdirector y se rodeó de un equipo multi disciplinar de gran valía.
Su capacidad para abordar múltiples proyectos de diferentes tipologías y en contextos distintos, a un altísimo nivel, le permitió ganarse la confianza del mundo empresarial valenciano, actuando en muchos casos como consejero.
Tamarit como arquitecto fue un visionario anticipado a su tiempo. Amante de la filosofía darwiniana según la cual «no es la especie más fuerte la que sobrevive, ni la más inteligente, sino la que responde mejor al cambio», impregnaba de imaginación y empuje sus proyectos y los trasmitía a su entorno.
Discípulos suyos impregnados de ese espíritu, confiaron en él y salieron al exterior, destacando como figuras indiscutibles Santiago Calatrava o José María Tomás Llavador. Con treinta promociones que han aprendido sus enseñanzas, y más de quinientos de arquitectos en su haber, podemos calificar a Tamarit como uno de los padres de la arquitectura valenciana del siglo xx. 

## Obra
Una de sus primeras experiencias internacionales y casi al principio de su carrera fue el Pabellón Español en la Feria de México.
En la arquitectura comercial valenciana es un destacado representante, mostrándose como extraordinario interiorista y capaz de adaptarse a cualquier entorno, de su firma son tiendas como Don Carlos, Clive o Alejandro Soler, así como cafeterías, siendo Tívoli o Borja Nuevo Centro ejemplos de su versatilidad. Tamarit desarrolló como arquitecto, junto a un equipo internacional —C.N.I. Internacional de Nueva York, INMOGEST, GODB, T.A.I.—, y bajo la presidencia de Juan Lladró en la promotora (Purflin), el segundo centro comercial de España, el primero en entorno urbano, Nuevo Centro que abrió sus puertas el 18 de noviembre de 1982. Posteriormente, ya en el año 2000, dirigió la remodelación y actualización del mismo centro. 
Fuera de su Valencia natal y encontramos ejemplos como «Las Pirámides», en la Milla de Oro de Marbella (1991). Casi al principio de su carrera proyectó el Pabellón Español en la Feria de México

### Lladró
La actividad de Tamarit se encuentra íntimamente relacionada con la empresa de los hermanos Lladró, para quienes realizó muchas de sus instalaciones. La primera en 1965 con un edificio en Tabernes Blanques, y terminando con sus tiendas más emblemáticas e importantes como el Lladró Plaza de Nueva York, el Rodeo Drive de Beverly Hills junto al arquitecto americano Ki Suh Park, donde fue ampliamente galardonado, o el Ginza Building de Tokio.